# Unicapellinae
Unicapellinae is een onderfamilie van kreeftachtigen uit de klasse van de Ostracoda (mosselkreeftjes).

## Geslachten
- Dutoitella Dingle, 1981
- Unicapella Dingle, 1980 †